# Яйковиці
Яйковиці (пол. Jajkowice) — село в Польщі, у гміні Садковиці Равського повіту Лодзинського воєводства.
Населення — 242 особи (2011).
У 1975-1998 роках село належало до Скерневицького воєводства.

## Демографія
Демографічна структура станом на 31 березня 2011 року:
|          | Загалом | Допрацездатний вік | Працездатний вік | Постпрацездатний вік |
| -------- | ------- | ------------------ | ---------------- | -------------------- |
| Чоловіки | 125     | 21                 | 88               | 16                   |
| Жінки    | 117     | 22                 | 63               | 32                   |
| Разом    | 242     | 43                 | 151              | 48                   |